# Путь Орлиных Гнёзд
«Путь Орлиных Гнёзд» (пол. Szlak Orlich Gniazd) — наименование туристического маршрута в Польше, который проходит по Малой Польше и Силезии. Маршрут начинается в Кракове и заканчивается в Ченстохове. Общая длина 163,9 км. Название дано по находящимся на его маршруте руинам замков и крепостей, которые называются Орлиными гнёздами из-за того, что расположены на скалах, достигающих 30 метров.
Маршрут был создан Казимиром Сосновским и значится в национальном реестре пешеходных маршрутов под первым номером. Кроме развалин замков на маршруте имеются пещеры и другие достопримечательности. Помимо пешего, существует также велосипедный вариант.

## Историческая справка
Перед королём Казимиром III Великим стояла задача создания оборонительной системы для охраны границ и важнейших торговых путей в наиболее населенных областях Малопольши. Некоторые из крепостей были построены именно на Краковско-Ченстоховской Юре, по которой и пролегает маршрут.

## Объекты на маршруте
Обычно Маршрут «Путь Орлиных Гнезд» идет в направлении от Кракова к Ченстохове и включает в себя замки и развалины замков:
1. Кожкев — Рыцарский замок в Кожкеве (отреставрирован)
2. Ойцув — Руины королевского замка на Золотой Горе в Ойцуве
3. Пескова Скала — Королевский Замок на Песковой Скале
4. Рабштын — Руины рыцарского замка в Рабштыне
5. Быдлин — Руины рыцарского замка в Быдлине
6. Смолень — Руины рыцарского замка в Смолене
7. Пилица — Руины рыцарского замка в Пилице
8. Подзамче/Огродзенец — Руины рыцарского замка «Огродзенец»
9. Морско — Руины рыцарского замка «Bąkowiec» в Морско
10. Боболице — Королевский Замок в Боболице (восстановлен)
11. Миров — Руины рыцарского замка около Мирова
12. Ольштын (Силезское воеводство) — Руины Замка в Ольштыне

Иногда в маршрут включают также:
- Севеж — Замок краковских епископов в Севеже
- Бендзин — Замок в Бендзине
- Вавель — Королевский замок на Вавеле

## Галерея

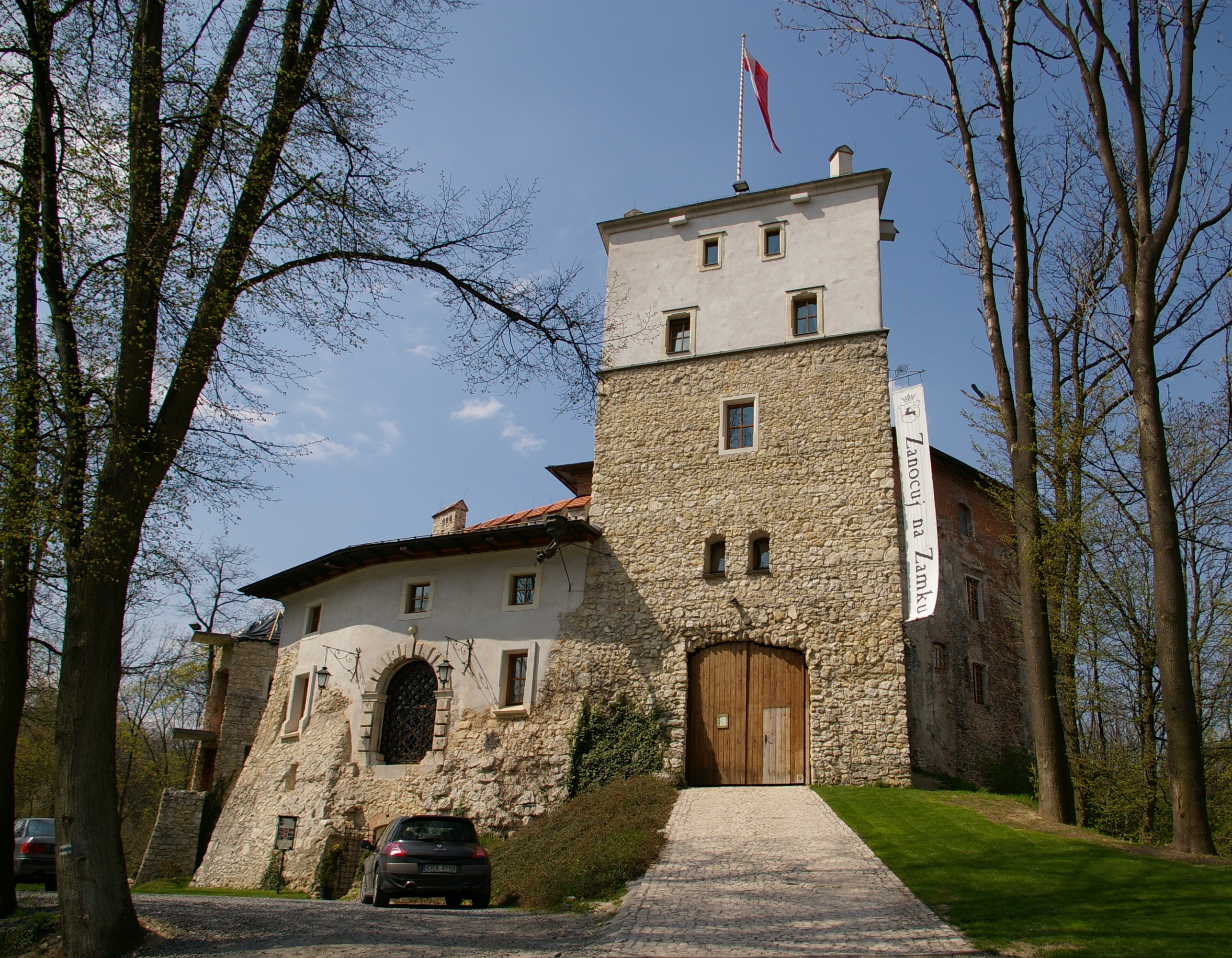
Корзкиевскиеский замок
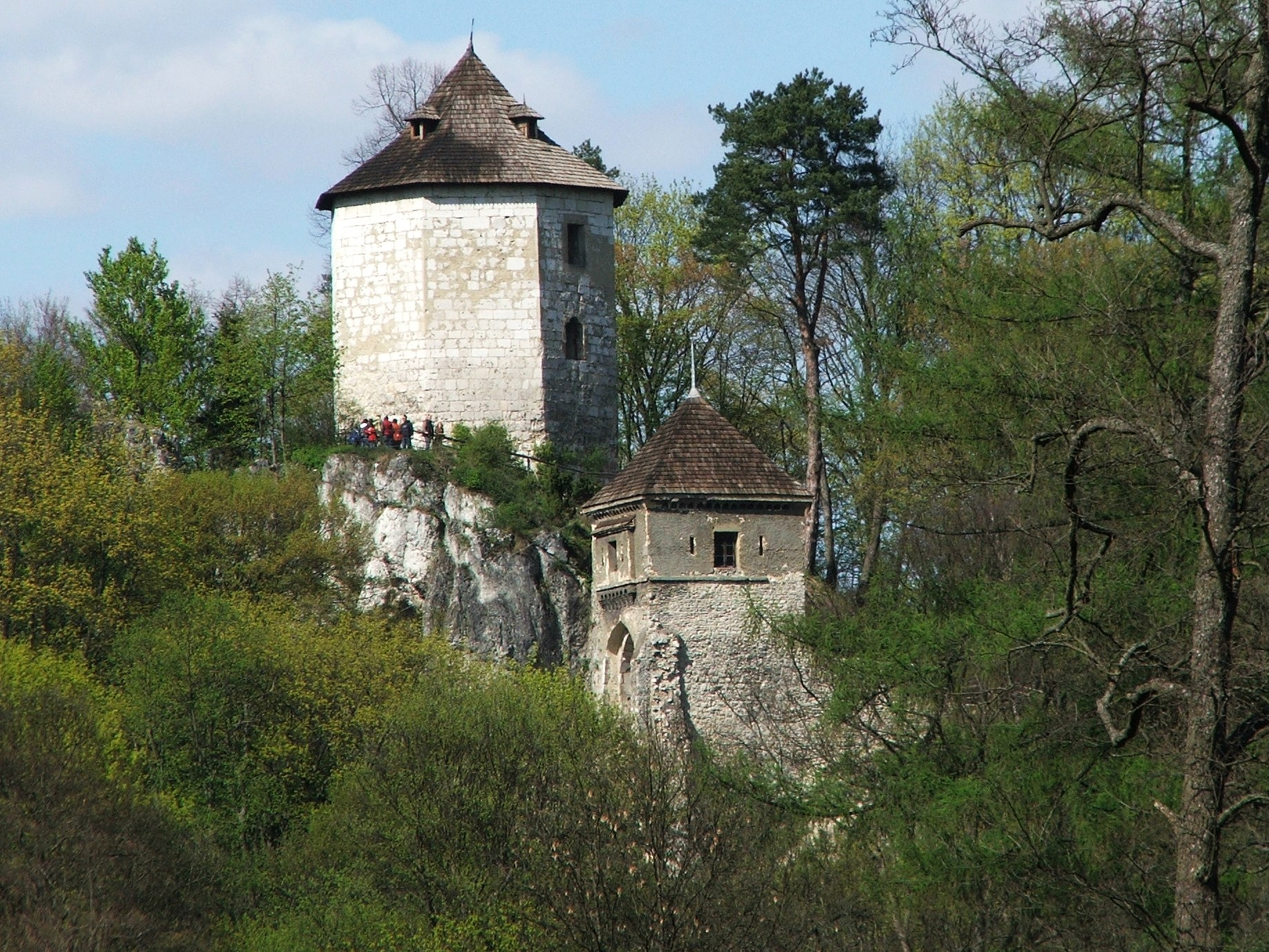
Ойцувский замок
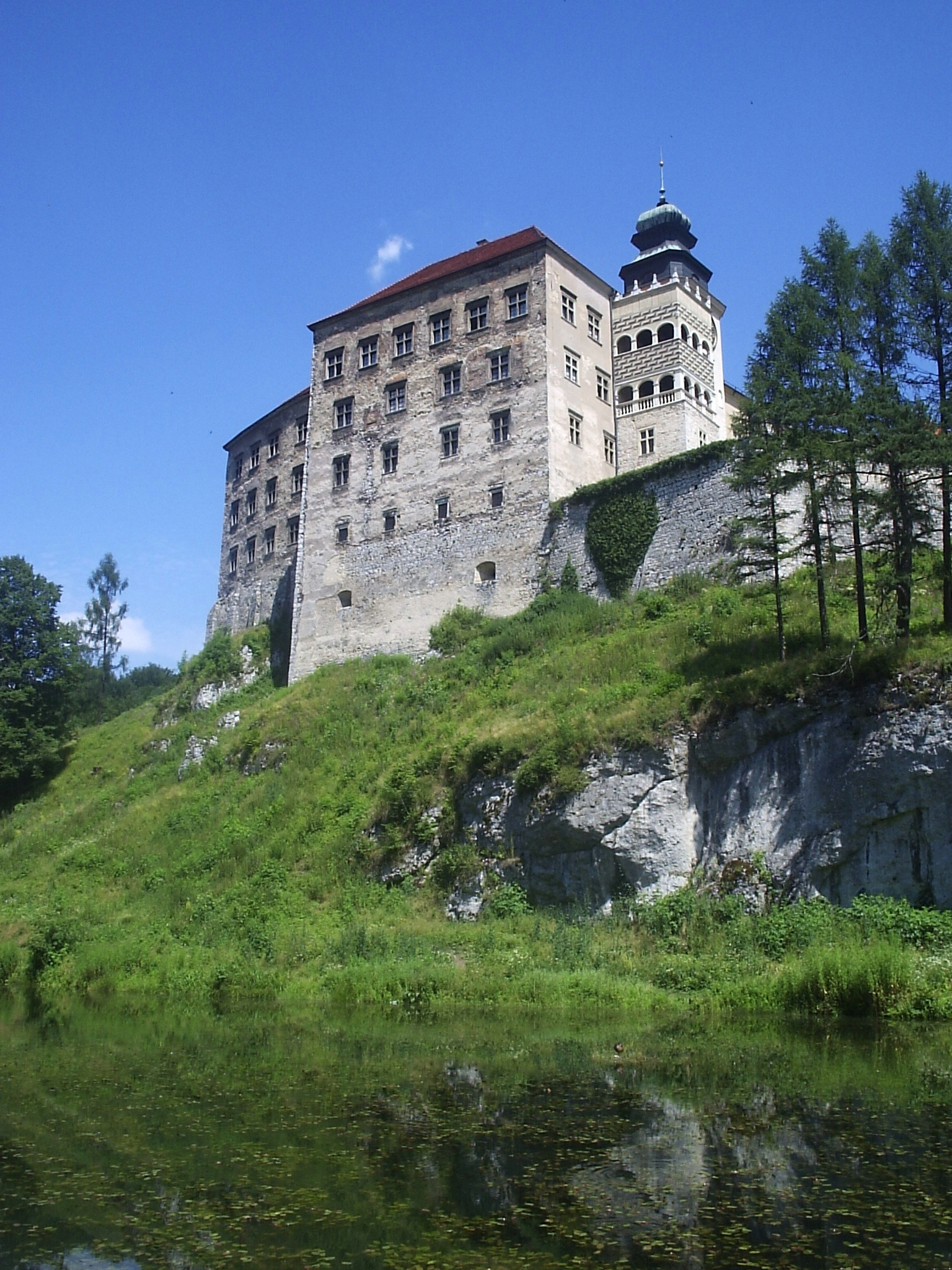
Замок на Песковой скале
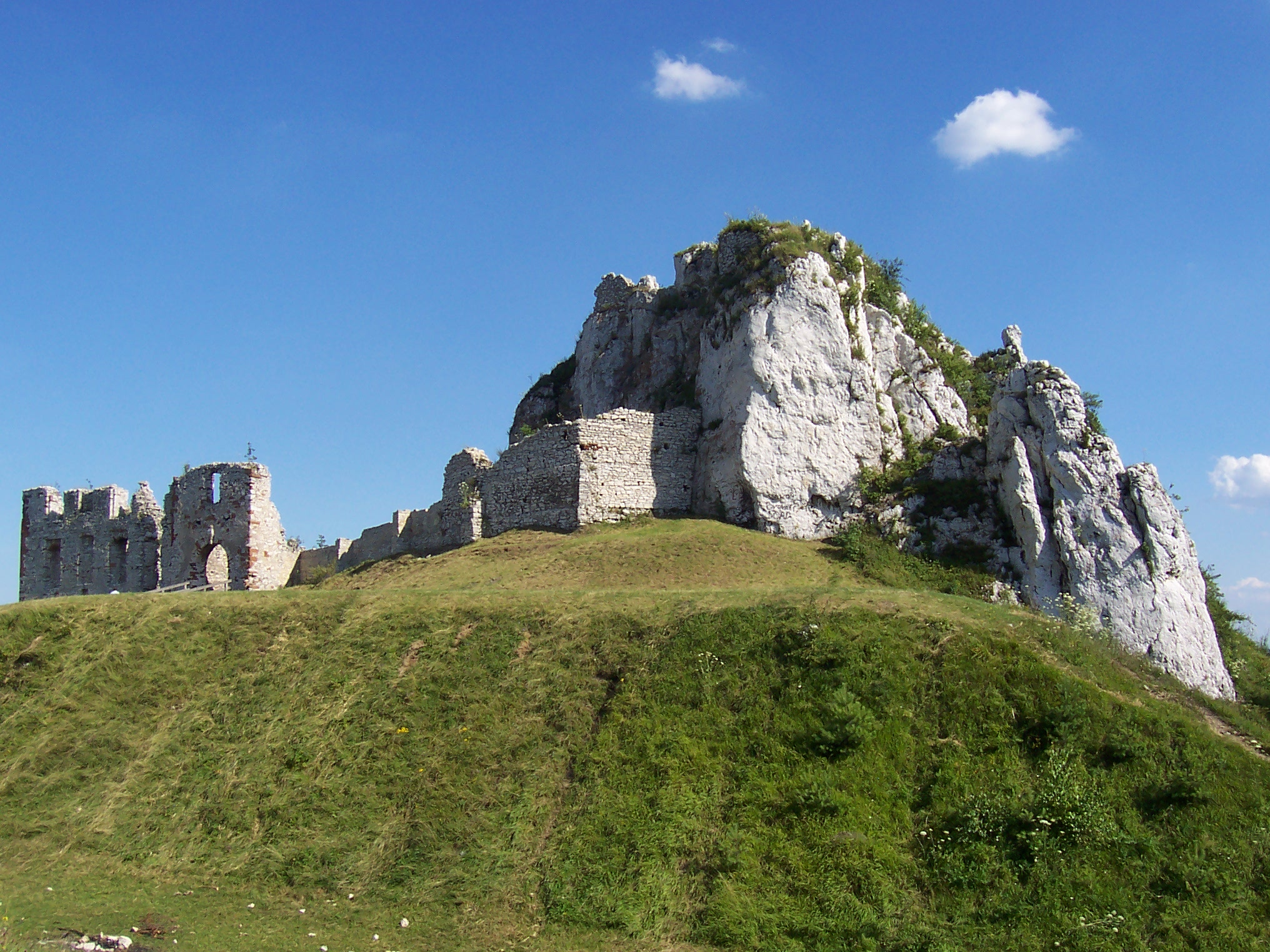
Рабштынский замок
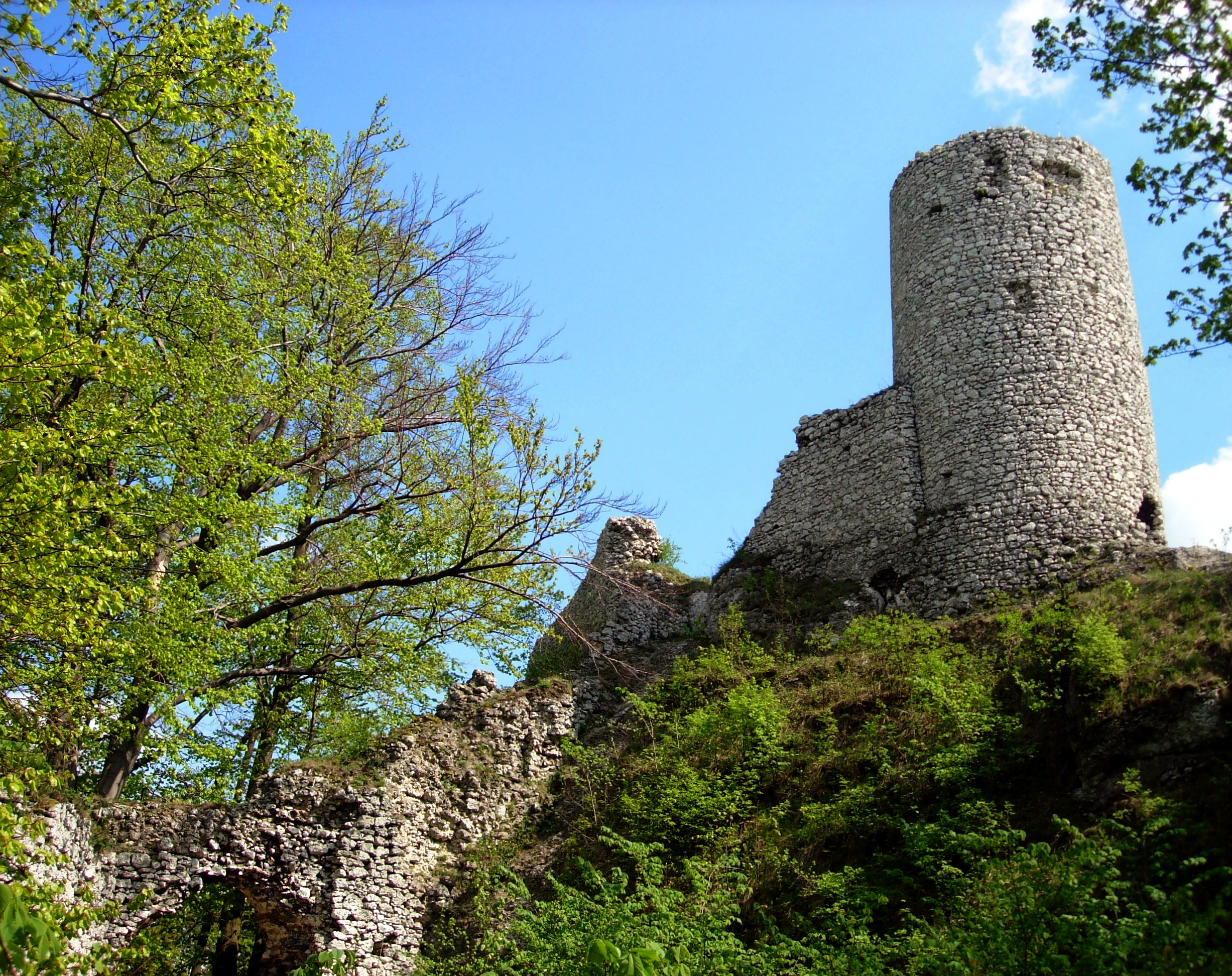
Смоленьский замок
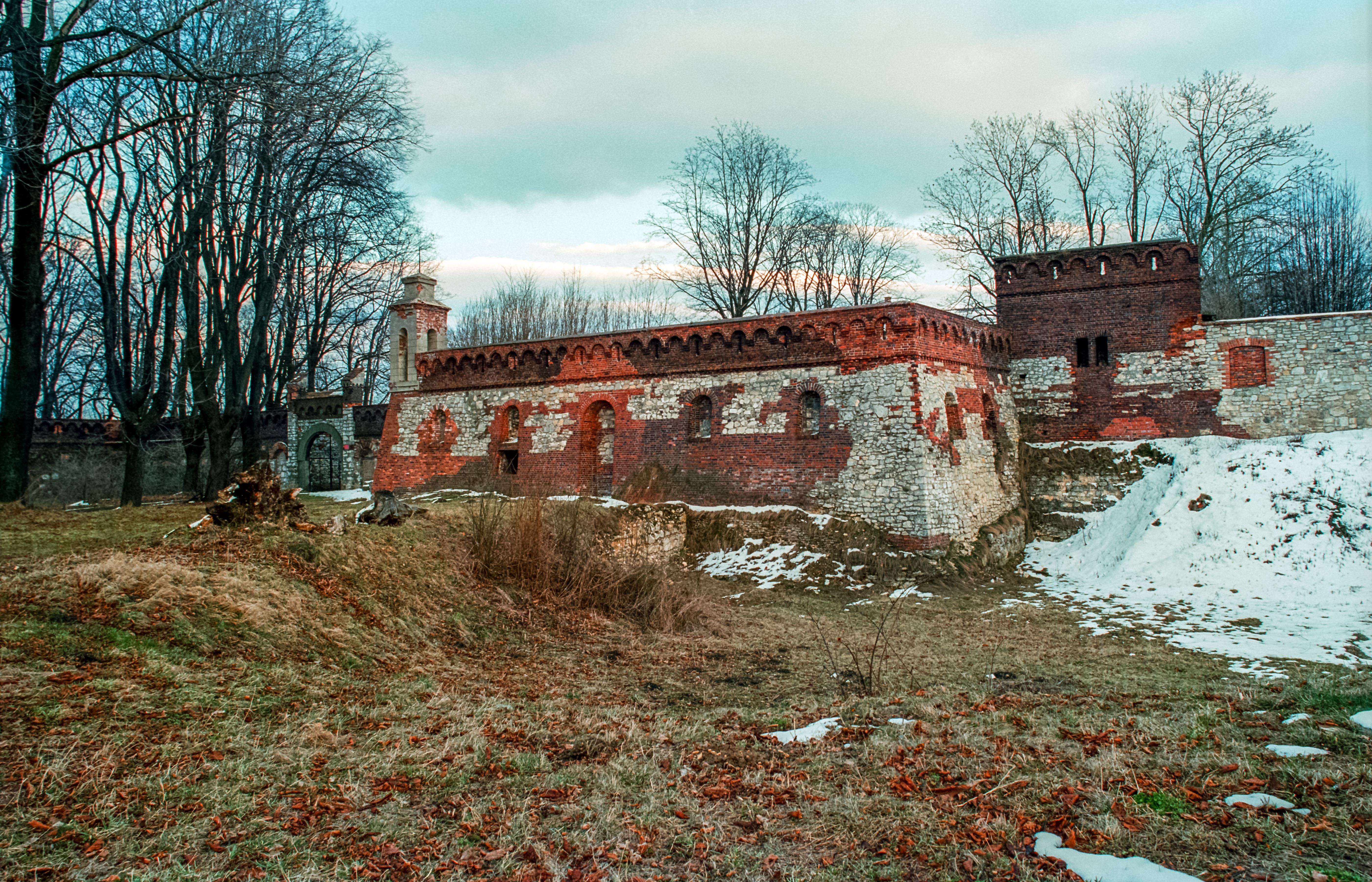
Пилицкий замок
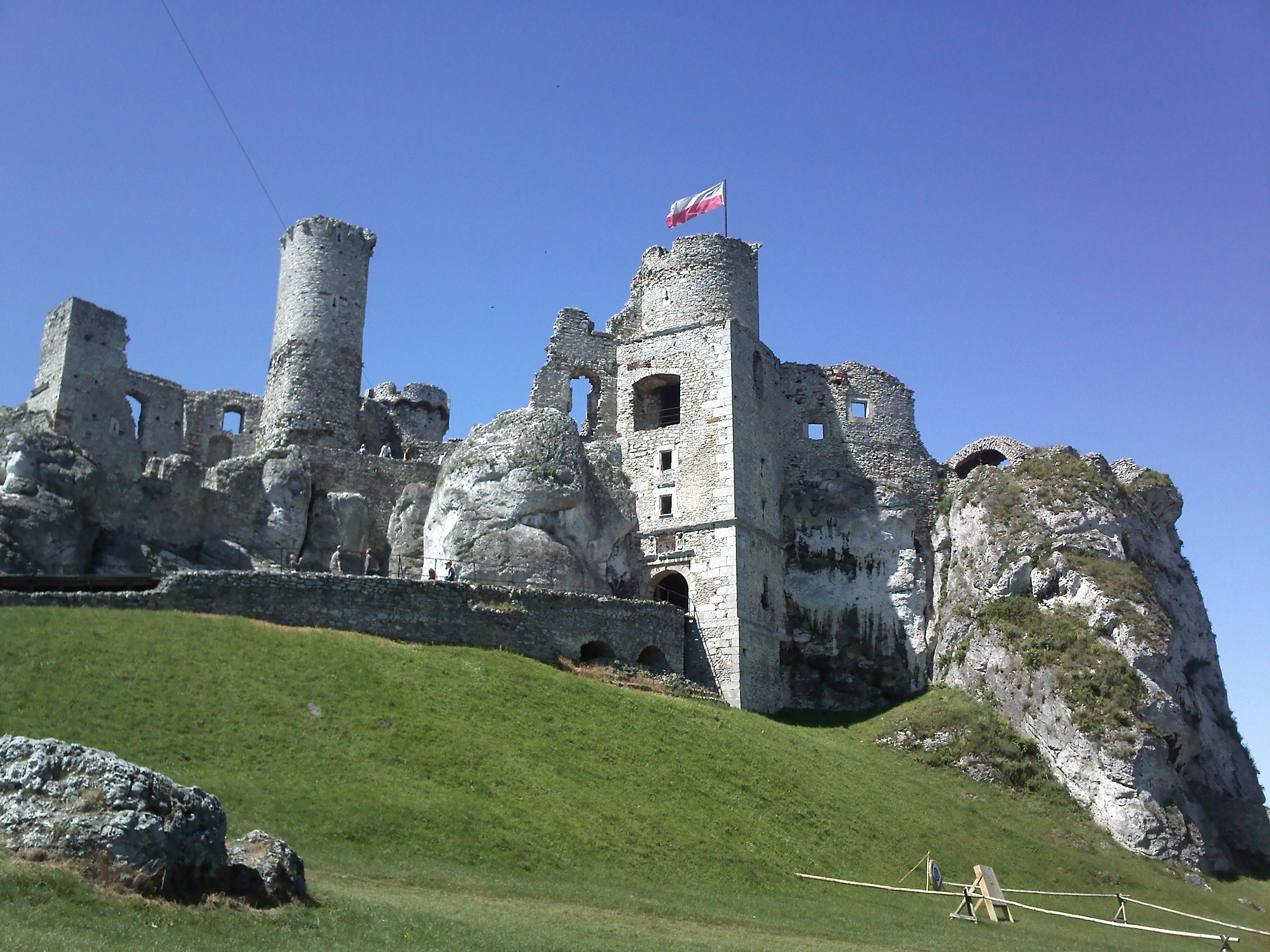
«Огродзенец»
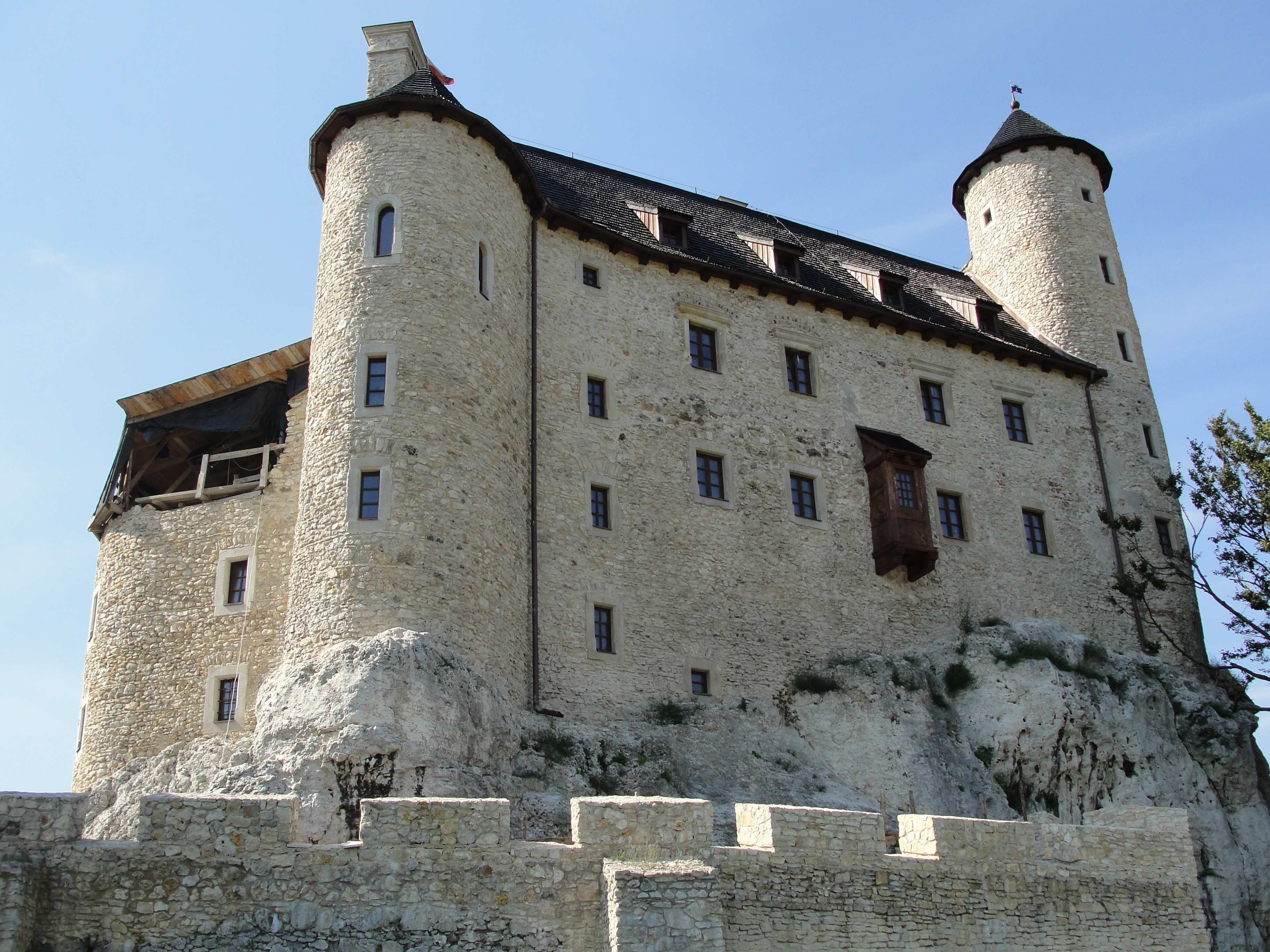
Замок в Боболице
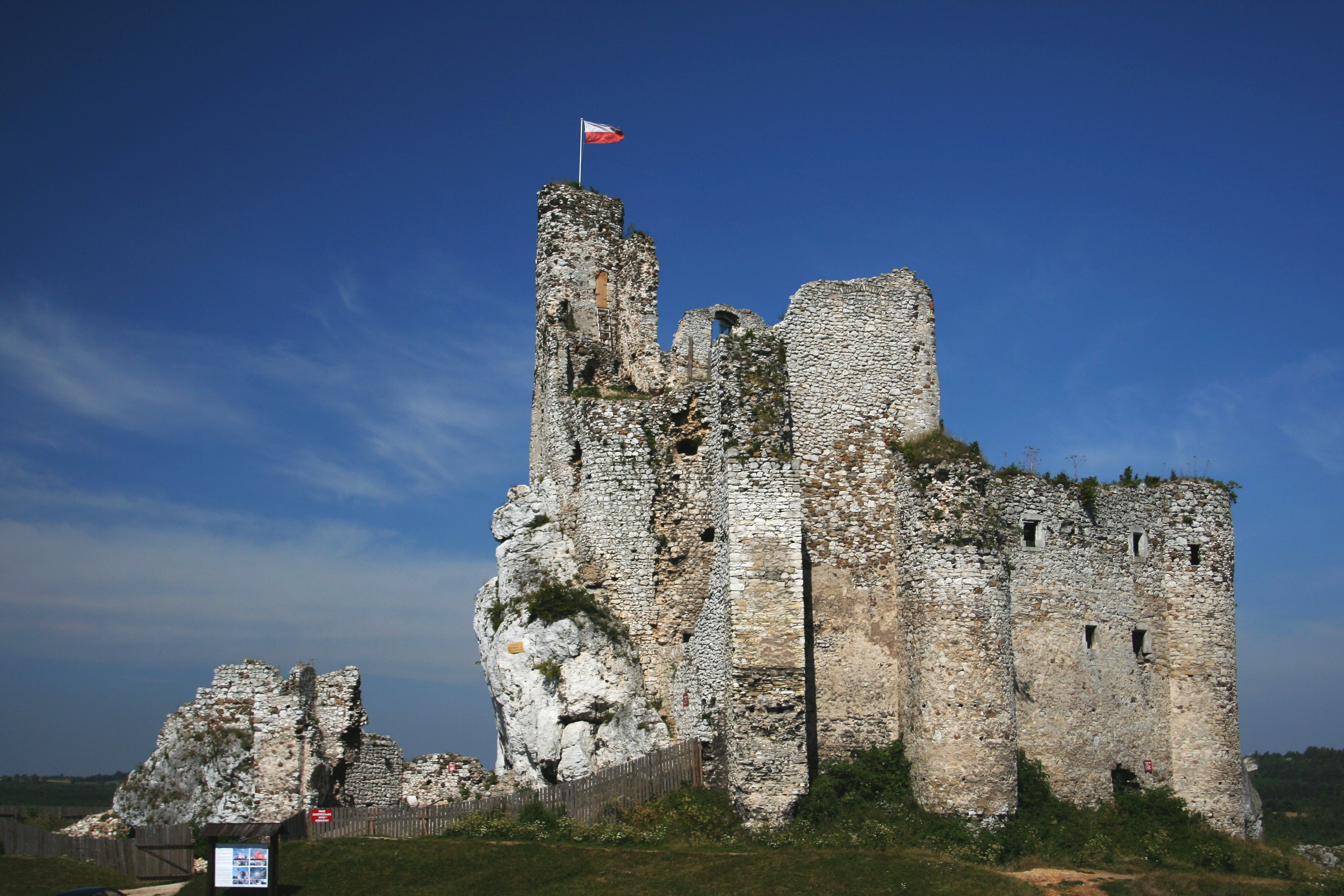
Замок в Мирове
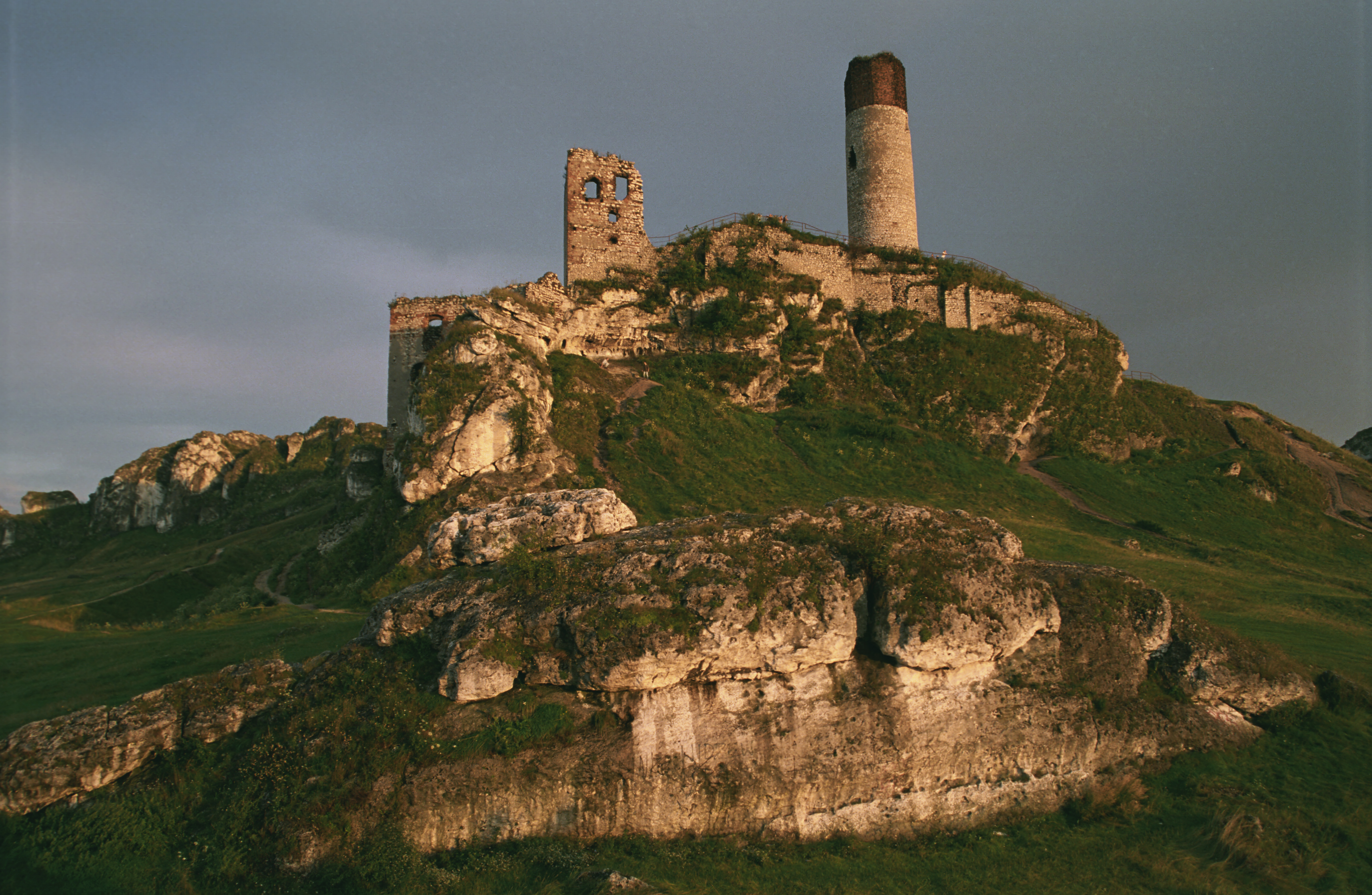
Ольштынский замок
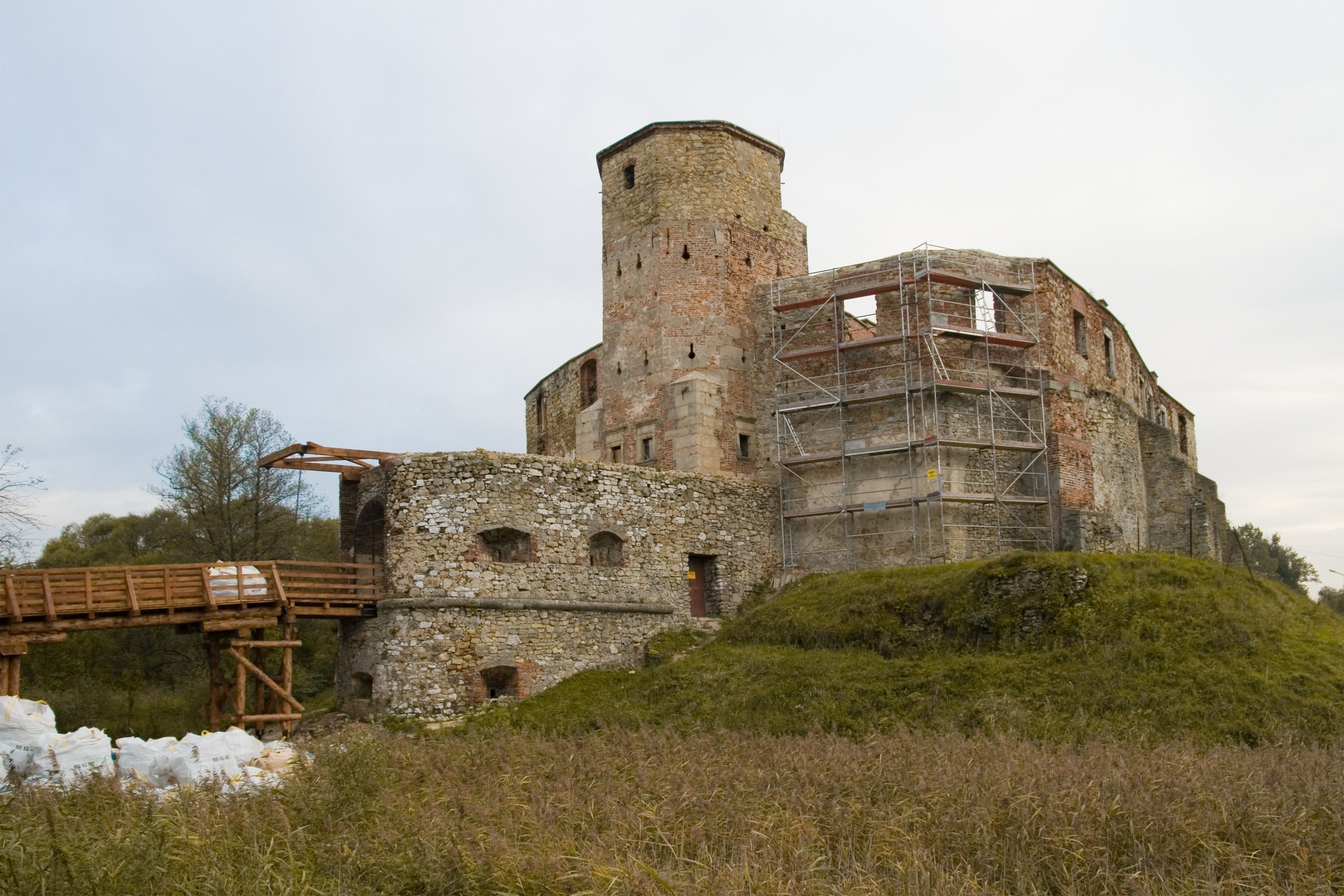
Севежский замок
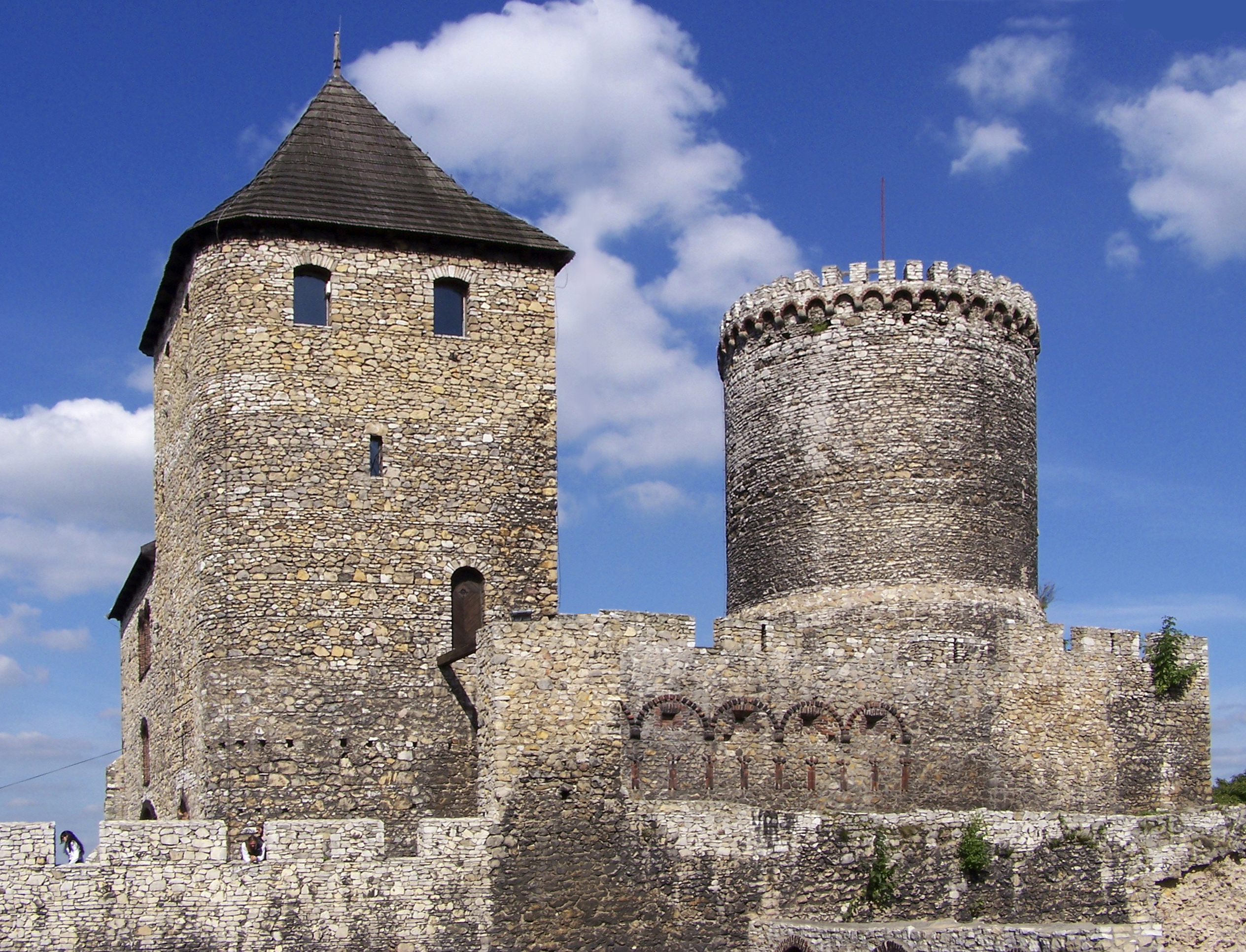
Бендзинский замок